# Métropolite
Métropolite (en grec moderne Μητροπολίτης / mitropolítis) est un titre religieux porté par certains évêques des Églises d'Orient.
À l'origine, le métropolite est l'évêque d'une capitale de province romaine (métropole (en)) investi de la charge de présidence des conciles ou synodes provinciaux. Dans l'Église d'Occident, on prit l'habitude de dire « métropolitain » pour désigner un archevêque assurant un rôle de coordination entre les évêques titulaires des sièges qui composent la province ecclésiastique. En Orient on utilise le terme de métropolite qui, au cours de l'histoire, est souvent synonyme d'archevêque.
Dans l'Église orthodoxe d'aujourd'hui, les deux termes « métropolites » et « archevêques » désignent respectivement le responsable d'un diocèse (regroupant plusieurs archevêchés) et celui d'un archevêché, mais il faut distinguer le droit canonique grec (Grèce, Chypre et diaspora), russe (pays slaves), caucasien (Géorgie) et roumain (Roumanie, Moldavie). Cependant la grâce conférée lors de l'ordination à un métropolite et à un évêque est la même.

## Église orthodoxe
Selon la théologie orthodoxe (celle des sept premiers conciles du symbole de Nicée) et son droit canon (celui de la Pentarchie initiale, même si les Patriarcats se sont multipliés depuis), il n'y a pas de hiérarchie entre les évêques (pape, patriarche, métropolites, archevêques et évêques) mais seulement un ordre honorifique de préséance. Au-dessus de chaque évêque, il n'y a que le synode ou le concile des évêques, comme dans l'église du premier millénaire.

### En Grèce et à Chypre
En Grèce et à Chypre, tous les évêques portent le titre de métropolite et toutes les cathédrales, tous les évêchés, sont des métropoles. « Métropolite » est donc synonyme d'évêque titulaire d'un évêché.

### Pays slaves
En Russie et dans les autres pays slaves orthodoxes, le mot « métropolite » peut aussi désigner des titulaires de sièges importants. Il y a des évêques, des archevêques et, au sommet de la distinction honorifique, des métropolites. Ce sont des distinctions conférées à titre personnel et sans lien obligatoire avec le siège occupé.

### Pays latins
En Roumanie et Moldavie, le mot « métropolite » désigne l'évêque titulaire du siège primatial d'un diocèse nommé « métropolie » : Chișinău (Moldavie orientale-Bessarabie), Bucarest (Munténie et Dobrogée), Cluj (Transylvanie septentrionale), Craiova (Olténie), Jassy (Moldavie occidentale), Sibiu (Transylvanie méridionale (en)) et Timișoara (Banat). Le mot archevêque désigne le titulaire d'un siège de rang honorifique intermédiaire. Les titulaires des autres évêchés sont simplement évêques.

### Pays caucasiens
En Géorgie, il existe 37 diocèses auxquels s'ajoutent ceux de la diaspora. Il y a un métropolite à Tbilissi, 37 archevêques responsables des diocèses, et environ 170 évêques.

## Église catholique

### Église latine
Au 1er novembre 2013, l’Église latine compte cinq cent vingt-trois sièges métropolitains.

### Églises catholiques orientales

#### Églises patriarcales
L'Église grecque-catholique melchite, qui est une Église patriarcale, compte cinq sièges métropolitains : Alep, Beyrouth-Jbeil, Bostra-Haūrān, Homs et Tyr.

#### Églises archiépiscopales majeures
Les primats grecs-catholiques roumains et ukrainiens sont appelés métropolites, bien qu’il s’agisse d’Églises archiépiscopales majeures (et qu’ils soient donc des archevêques majeurs).

#### Églises métropolitaines
Quatre des Églises catholiques orientales sont des Églises métropolitaines de droit propre : 
- l’Église grecque-catholique ruthène (et l’Église catholique byzantine) ;
- l’Église catholique éthiopienne ;
- l’Église catholique érythréenne ;
- l’Église grecque-catholique slovaque.

Elles sont dirigées par un métropolite, désigné par le pape et assisté par un conseil des hiérarques.